# Cousine
Cousine (także: South Cousin) – wyspa na Oceanie Indyjskim, w grupie Wysp Wewnętrznych, należąca do Republiki Seszeli. Leży około 6 km na zachód od wyspy Praslin, tuż przy wysepce Cousin. Jej powierzchnia wynosi 25 ha.

## Historia
Cousine została odkryta przez europejskich żeglarzy w połowie XVIII wieku, a w roku 1787 powstała tu pierwsza francuska kolonia. Przywiezione przez osadników koty i psy szybko przetrzebiły rodzime, często endemiczne gatunki zwierząt. Większość miejscowych gatunków praktycznie wymarła w ciągu kolejnych stuleci. Dodatkowo założenie plantacji tytoniu i kokosów doprowadziło do dramatycznego odwrotu miejscowej flory.

## Renaturyzacja
W 1992 roku wyspę zakupił biznesmen z RPA, który zaprzestał upraw i postawił sobie za cel przywrócić wyspę do pierwotnego stanu. Na wyspie ustanowiono rezerwat przyrody i wdrożono program renaturyzacji, w ramach którego w pierwszej kolejności wyłapano przywiezione zwierzęta, takie jak koty i kury, i przesiedlono je na sąsiednią wyspę Praslin. Jednocześnie rozpoczęto wyplenianie wszystkich obcych roślin (tytoniu, palm kokosowych, kawy, chili, bambusa), wprowadzonych w czasie europejskiej kolonizacji. Pozostawiono tylko nieliczne okazy palmy kokosowej, która – chociaż nie pochodzi z Seszeli – może zasiedlić prawie wszystkie tropikalne wyspy, gdyż trafiają na nie dryfujące w morzu orzechy kokosowe. Zamiast tego zasadzono na Cousine tysiące drzew z rodzimych gatunków. Z Fregate Island sprowadzono na Cousine również kilka miejscowych gatunki ptaków.

## Turystyka
Dla sfinansowania projektu renaturyzacji wzniesiono na Cousine ekskluzywny ośrodek wypoczynkowy, w którym jednocześnie może zatrzymać się maksymalnie ośmiu gości. Szef hotelu jest wspólnie z ornitologami odpowiedzialny za utrzymanie i pielęgnację flory i fauny na wyspie.